# Rosa Morada (Sinaloa)
Rosa Morada es un pueblo que está situado en el Municipio de Mocorito Sinaloa, México. El pueblo se encuentra a 15.4 kilómetros de Pericos y 34.4 kilómetros de Mocorito.
Rosa Morada se caracteriza por su gente amable y por sus calles pintorescas, con más de 150 años de historia.
Un sitio de interés para visitar de este poblado es la plaza dedicada a Los Tigres del Norte, contando con una placa conmemorativa y siendo un lugar para la convivencia de sus habitantes y los visitantes del poblado.